# Макарьев, Леонид Фёдорович
Леонид Фёдорович Мака́рьев (12 (24) августа 1892, Пермь — 24 апреля 1975, Ленинград) — советский актёр, режиссёр, педагог, драматург; народный артист РСФСР (1956).

## Биография
Родился 12 (24 августа) 1892 года в Перми. В 1903–1911 годах обучался в Оренбургской средней мужской гимназии, которую окончил с золотой медалью. В 1911 поступил на металлургическое отделение Санкт-Петербургского политехнического института, но не окончив обучения (числился студентом с сентября по декабрь 1911 года), перешёл на историко-филологический факультет Киевского университета.
В 1914 переехал в Петроград, где обучался на историко-филологическом факультете Императорского Петроградского университета по специальности «филолог-литератор» (1912–1917) и историческом отделении Высших педагогических курсов (1915–1917). В 1917–1921 занимался научной работой при университете. В это же время вел педагогическую деятельность как преподаватель в средних школах (гимназиях, трудовых школах), школах для взрослых (рабфаки, комвузы), как лектор на исторических курсах и в самодеятельных кружках РККА Ленинграда (1915–1921).
В 1920 поступил в студию Передвижного театра под руководством П. П. Гайдебурова и Н. Ф. Скарской.
Один из основоположников и активных деятелей советского театра для детей. Принимал участие в создании Ленинградского театра юных зрителей, открытого в 1922 году.

С 1932 года — руководитель и педагог Студии при ЛенТЮЗе.

В ЛенТЮЗе: актёр (1921–?), с 1930 года начал заниматься театральной педагогикой; преподаватель актёрского мастерства (1934–1964); секретарь художественно-педагогического совета (1928–1929), редактор репертуара (1929–1933), заведующий методическим сектором (1933–1936).
В 1935 году при ЛенТЮЗе организовал первую школу-техникум для подготовки театральных кадров. Позднее эта школа вошла в состав Ленинградского центрального театрального училища, где он занимал должность заведующего кафедрой актёрского мастерства и режиссуры (1939–1949). В 1945–1948 годах был художественным руководителем драматической студии при Театре.
С 1926 начал заниматься литературной деятельностью. С 1930 года — член редколлегии журнала «Искусство и дети» (Москва). Автор более десятка оригинальных пьес для детей, ряда инсценировок, книг по вопросам театра и театральной педагогики. Подростки — герои пьес Макарьева «Ерёмка-лодырь» и «Бунтари», посвященной проблемам рождения новой советской школы, а также пьесы "Пашка", рассказывающей об участии детей в Великой Отечественной войне.В 1917 году окончил историко-филологический факультет Петроградского университета. В 1919 году поступил в студию Передвижного театра П. П. Гайдебурова.
С 1939 года заведующий кафедрой актёрского мастерства ЛГИТМиК, профессор (1939). Член СП СССР (1934)
Автор более десятка оригинальных пьес для детей, ряда инсценировок, книг по вопросам театра и театральной педагогики. Автор пьес и постановщик детских спектаклей: «Тимошкин рудник» (1925), «Еремка-лодырь» (1929), «Бунтари» (1934), «Кот в сапогах» (1940), «Пашка» (1947) и другие.
Скончался 24 апреля 1975 года. Похоронен в Ленинграде на Литераторских мостках Волковского кладбища. Удостоен мемориальной доски на здании ЛГИТМиК.

## Творчество

### Театральные постановки
- 1949 — «Аттестат зрелости» Л. Б. Гераскиной
- 1950 — «Вишнёвый сад» А. П. Чехова
- 1952 — «Горе от ума» А. С. Грибоедова
- 1953 — «Дневник Наташи Соколовой» А. Г. Зака и И. К. Кузнецова
- 1954 — «Гроза» А. Н. Островского
- 1957 — «В садах Лицея» Д. Дэля (1957)

### Роли в театре
- 1930 — «Винтовка № 492116» А. А. Крона — Эйно
- «Продолжение следует» А. Я. Бруштейн — профессор Ведель
- «Разбойники» Ф. Шиллера  — Франц Моор
- «Тартюф» Мольера — Тартюф
- «Похождения Тома Сойера» по М. Твену — мистер Доббинс
- «Скупой рыцарь» А. С. Пушкина — Барон
- «Емельян Пугачев» И. В. Луковского — Е. И. Пугачёв

### Роли в кино
- 1932 — Печать времени — капитан
- 1935 — Совершеннолетие — Яворский
- 1939 — Огненные годы — генерал Скирмунд
- 1957 — Улица полна неожиданностей — профессор Познанский
- 1964 — Зайчик — человек с венком (нет в титрах)
- 1967 — Операция «Трест» — комментарий от автора
- 1968 — Удар! Ещё удар!

## Почетные звания и награды
- два ордена Трудового Красного Знамени (1957 и 1967)
- орден «Знак Почёта» (1939)
- медали
- заслуженный артист РСФСР (8.4.1934)
- заслуженный деятель искусств РСФСР (11.3.1939)
- народный артист РСФСР (2.11.1956)